# 瓦格纳 (奥地利)
瓦格纳是奥地利施蒂利亚州莱布尼茨县的一个市镇。总面积12.98平方公里，总人口5212人，人口密度401.5人/平方公里（2005年）。